# Römnitz
Römnitz település Németországban, Schleswig-Holstein tartományban. Lakosainak száma 61 fő (2023. december 31.). Römnitz Utecht és Bäk községekkel határos.

## Népesség
A település népességének változása:
| Lakosok száma | 58   | 61   | 58   | 48   | 61   | 61   |
|               | 1975 | 2017 | 2019 | 2021 | 2022 | 2023 |